# Mitrofan Iwanowitsch Nedelin

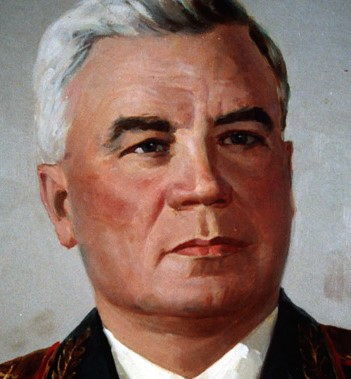
Mitrofan Nedelin

Mitrofan Iwanowitsch Nedelin (russisch Митрофан Иванович Неделин, wiss. Transliteration Mitrofan Ivanovič Nedelin; * 27. Oktoberjul. / 9. November 1902greg. in Borissoglebsk, Gouvernement Woronesch, Russisches Kaiserreich; † 24. Oktober 1960 in Baikonur, Kasachische SSR, Sowjetunion) war ein sowjetischer Hauptmarschall der Artillerie und Held der Sowjetunion (1945). Er erlangte durch die nach ihm benannte Nedelin-Katastrophe 1960 traurige Berühmtheit.

## Leben
Nedelin trat 1920 als Freiwilliger in die Rote Armee ein und nahm am Bürgerkrieg teil. Danach absolvierte er eine weiterführende militärische Schulung und wurde 1924 Mitglied der KPdSU. Nedelin blieb beim Militär, machte Karriere und erlebte alle großen Konflikte der Sowjetunion in jener Zeit mit. 1937 bis 1939 gehörte er zu den sowjetischen Militärberatern, die am Spanischen Bürgerkrieg teilnahmen. Kaum in der Heimat zurück, wurde er 1939 zum Winterkrieg nach Finnland geschickt. Als die Sowjetunion in den Zweiten Weltkrieg eintrat, übernahm er verschiedene Armeen als Kommandeur. Er wurde schließlich Chef der Artillerie an der Südwestfront und von 1943 bis 1945 bei der 3. Ukrainischen Front und spielte eine wichtige Rolle bei der Eroberung Ungarns 1944/45.
Nach dem Krieg stieg er weiter auf in der Führung der sowjetischen Artillerie, deren Befehlshaber er 1950/52 und 1953/55 war. Im März 1955 wurde er stellvertretender Minister für Spezialbewaffnung. Vom 17. Dezember 1959 an war er Oberbefehlshaber der Strategischen Raketentruppen.

## Nedelin-Katastrophe und Tod
Ab 1955 im Rang eines Hauptmarschalls der Artillerie, trieb Nedelin die Entwicklung der ersten serienmäßigen sowjetischen Interkontinentalrakete R-16 voran. Er stand unter Zeitdruck, denn der Start sollte möglichst zum 43. Jahrestag der Oktoberrevolution erfolgen. Nedelin beschleunigte die Arbeiten durch Aufhebung zahlreicher Sicherheitsvorkehrungen. Am 24. Oktober 1960 sollte der Start erfolgen, obwohl sich die Rakete noch in der Testphase befand. Wegen der am Vortag abgebrochenen Startvorbereitungen wurden an der betankten Rakete Reparaturen ausgeführt. Um das Personal auf dem Raketenstarttisch weiter unter Druck zu setzen, platzierte sich Nedelin demonstrativ auf einen Stuhl, wenige Meter von der Rakete entfernt. Kurz darauf explodierte die Rakete.
Nedelin war auf der Stelle tot, ebenso wie alle Umstehenden. Die Explosion ging als das schwerste Unglück der Raketenentwicklung in die Geschichte ein. Von Marschall Nedelin blieb nur eine Schulterklappe der Uniform und ein geschmolzener Orden übrig. Diese Katastrophe musste geheim gehalten werden, und die Partei ließ deshalb verlauten, Nedelin sei bei einem Flugzeugabsturz ums Leben gekommen. Nedelin wurde mit einem Staatsbegräbnis geehrt, eine ihm gewidmete Urne wurde an der Kremlmauer in Moskau beigesetzt.